# 小流芳巷徽州会馆
小流芳巷徽州会馆位于扬州市广陵区东关街道小流芳巷4号。这是一组晚清时期的建筑群，侨寓扬州的徽州人士的会馆及慈善组织，坐北朝南，现存前后三进，分别为门房、仪门及大厅，建筑面积293.9平方米。现为扬州市文物保护单位。